# Dampfiella ovalis
Dampfiella ovalis är en kvalsterart som beskrevs av Corpuz-Raros 1997. Dampfiella ovalis ingår i släktet Dampfiella och familjen Dampfiellidae. Inga underarter finns listade i Catalogue of Life.